# La pasión de la mente occidental
La pasión de la mente occidental. Para la comprensión de las ideas que modelaron nuestra cosmovisión (en inglés The Passion of the Western Mind: Understanding the Ideas That Have Shaped Our World View) es una obra de 1991 del escritor suizo Richard Tarnas.

## Sinopsis
La pasión de la mente occidental es un amplio recorrido a través de las ideas centrales que han moldeado la evolución del pensamiento en Occidente. Tarnas realiza una síntesis completa de toda la cosmovisión occidental, desde el antiguo legado de los griegos hasta la época helenística; desde la aparición del cristianismo y el desarrollo de la escolástica medieval al renacimiento de la cultura clásica; desde la revolución científica y filosófica de la era moderna hasta la mentalidad posmoderna. A través de la filosofía, la religión, la psicología y la ciencia, Tarnas va desvelando el largo desarrollo de esta prometeica pasión del hombre occidental mediante un tratado del pensamiento occidental.
En su epílogo, Tarnas nos habla del fin del hombre moderno, y aboga por nuevos valores: la reintegración de lo «femenino» y el redescubrimiento empático del misterio de la naturaleza y el universo.